# Apache ZooKeeper
Apache ZooKeeper是Apache软件基金会的一个软件项目，它为大型分布式计算提供开源的分布式配置服务、同步服务和命名注册。 ZooKeeper曾经是Hadoop的一个子项目，但现在是一个独立的顶级项目。
ZooKeeper的架构通过冗余服务实现高可用性。因此，如果第一次无应答，客户端就可以询问另一台ZooKeeper主机。ZooKeeper节点将它们的数据存储于一个分层的命名空间，非常类似于一个文件系统或一个前缀树结构。客户端可以在节点读写，从而以这种方式拥有一个共享的配置服务。更新是全序的。
使用ZooKeeper的公司包括Rackspace、雅虎和eBay，以及类似于像Solr这样的开源企业级搜索系统。

## 典型用例
- 目录服务
- 配置管理
- 同步
- 集群节点选举（英语：Leader election）
- 消息队列
- 通知系统（英语：Notification system）